# Idéal Sportive Tighennif
Idéal Sportive Tighennif és un club de futbol algerià amb seu a Tighennif, conegut com Palikao.L'equip va ser fundat l'any 1945. El club juga a l'estadi Hassine Zarkouk Lakhal de la ciutat.L'estadi té una capacitat d'uns 6.000 aficionats, el nom curt de l'equip està en anglès IST. Va participar en la lliga algeriana de segona divisió.